# Хара-Айраг (станція)
Хара-Айраг (монг. Хар-Айраг) — залізнична станція в Монголії, розташована на Трансмонгольській залізниці між станціями Чойр і Сайн-Шанд.
Розташована в однойменному селі.